# Systems Resource Manager
Systems Resource Manager (SRM) ist die Betriebsmittelverwaltung des Betriebssystems z/OS. Der SRM ist dabei untrennbar mit dem Workload Manager (WLM) verknüpft.
In früheren Versionen von z/OS, den OS/370- und OS/390-Betriebssystemen, war der SRM ein eigenständiger Manager für die Betriebsmittelverwaltung. Im Unterschied zur heutigen Wirkungsweise und dem WLM hat der SRM eine anteilsorientierte Betriebsmittelverwaltung bereitgestellt. Dabei können Prozessen feste Anteile und Zugangsberechtigungen für die System-Betriebsmittel bereitgestellt werden. Diese Methode führte mit der Einführung von „Parallel Sysplex“-Cluster zu umfangreichen Definitionen und wurde mit der gleichzeitigen Einführung des Workload Manager durch ein ziel-orientiertes Betriebsmittelmanagement abgelöst.